# کالاایچی
کالاایچی یا قالاایچی (ترکی استانبولی: Kaleiçi) به معنای دورن قلعه، مرکز تاریخی شهر آنتالیا در کشور ترکیه است. تا زمان معاصر، تقریباً کل شهر در دیواره های آن محدود بود. این منطقه دارای سازه‌هایی است که مربوط به دوران روم، امپراتوری بیزانس، امپراتوری سلجوقی، امپراتوری عثمانی و ترکیه مدرن است. این منطقه توسط شهرداری آنتالیا در حال مرمت گسترده است.